# Червеноух ара
Червеноух ара (Ara rubrogenys) е вид птица от семейство Папагалови (Psittacidae). Видът е застрашен от изчезване.

## Разпространение и местообитание
Разпространен е в Боливия.